# مجموعة مجرات مسييه 96

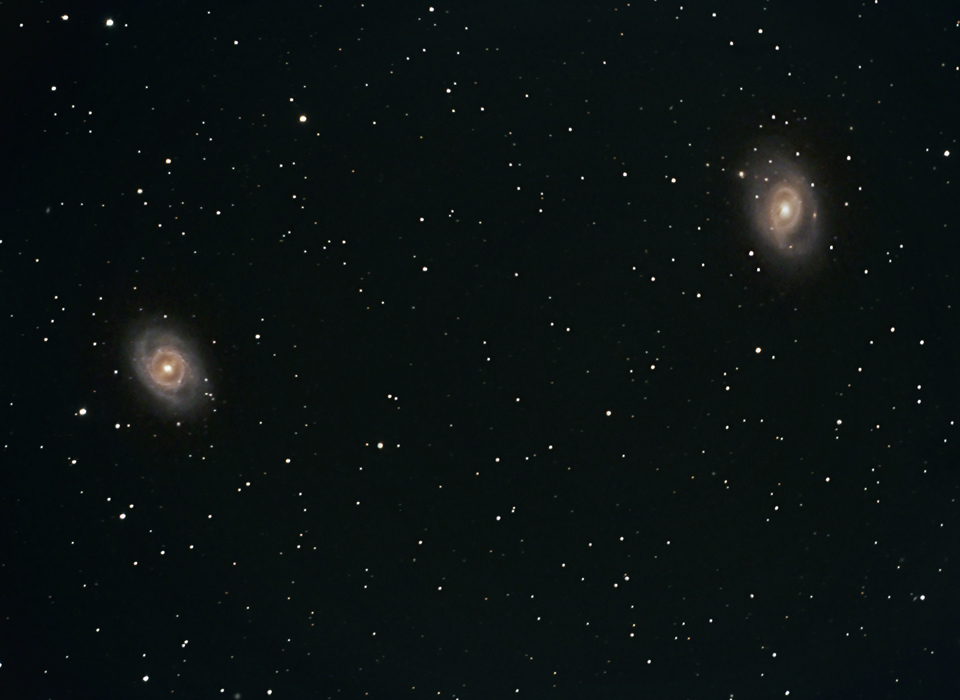
مسييه 9 (إلى اليسار) و مسييه 96 إلى اليمين.
Credit:Scott Anttila

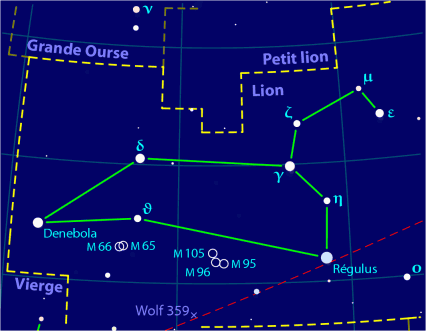
كوكبة الأسد وترى أسفلها موقع مجموعة مجرات مسييه 96.

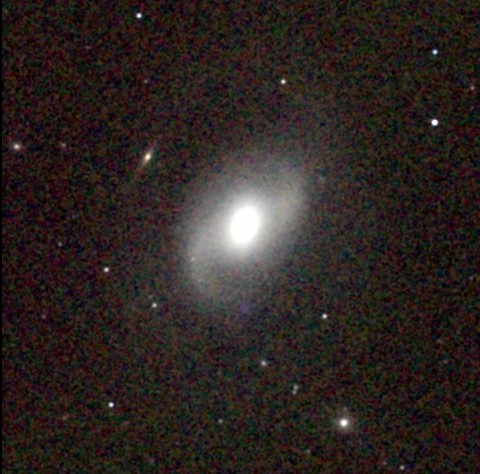
مجموعة مجرات الأسد: أسطع مجرة فيهم هي مسييه 96.

مجموعة مجرات مسييه 96 هي مجموعة مجرات تقع في كوكبة الأسد. تحتوي على ما بين 8 إلى 24 مجرة.

## المجموعة
المجرات الـ8 المؤكد وجودها هي:
- م 95
- م 96
- م 105
- إن جي سي 3299
- إن جي سي 3377
- إن جي سي 3384
- إن جي سي 3412.
- إن جي سي 3489.

من المحتمل أن تكون مجموعتا مجرات مسييه 96 وثلاثية الأسد هما مجموعة واحدة. كلتا هاتين المجموعتين هما جزئين من عنقود الأسد المجري. والذي هو بدوره جزء من عنقود الهلبة المجري العظيم.